# Stories
Stories je český technologický startup, který využíval umělou inteligenci na automatickou analýzu velkých dat. Startup byl v roce 2018 koupený americkou společností Workday, Inc. Podle českého Forbesu šlo o jeden ze zásadních exitů české startupové historie.

## Historie
Stories založila v roce 2016 trojice Filip Doušek, Vojta Roček a Peter Fedoročko s cílem změnit řízení velkých firem. Jejich software umožnil automaticky vyhledávat nejdůležitější trendy a zpracovávat je do příběhů. Umožňoval tak zvyšovat výkonnost a správné rozhodování napříč firmou. Cloudový nástroj pomáhal firmám rozklíčovat, které problémy by se měly s ohledem na finance řešit jako první a které mají nejnižší prioritu. Prioritizované úkoly lze pak rozdělit mezi jednotlivé týmy / zaměstnance uvnitř firmy a tím je vyřešit rychleji a efektivněji.
V roce 2016 Stories získali investici 15 milionů korun od společnosti Logio. V roce 2018 se Stories jako první česká firma dostala do Alchemist Acceleratoru, jednoho z  inkubátorů a akcelerátorů v Silicon Valley a v létě téhož roku byla koupena americkou společností Workday, Inc. V rámci akvizice získala Workday jak technologii Stories, tak celý tým. V roce 2018 bylo strojové učení ústředním bodem pro akviziční cíle Workday.
Na základě této akvizice společnost Workday spustila produkt Workday People Analytics, který používá původní umělou inteligenci Stories na analýzu dat o zaměstnancích.

## Technologie
Stories byla jednou z prvních společností zabývajících se podoborem business intelligence zvaným augmentovaná analytika. Stories tuto technologii kromě firemních dat využili například na analýzu opiátové krize v USA. V roce 2018 společnost získala titul Gartner Cool Vendor v oblasti analytiky, jako jedna ze tří firem na světě. Gartner přitom augmentovanou analytiku nazval "nejvýznamnějším technologickým trendem, který v dalších letech ovlivní velké firmy".  Oproti tradičnímu business intelligence a reportingu jde tato technologie o krok dále tím, že identifikuje top trendy, problémy nebo příležitosti a poté poskytuje uživateli personalizované postřehy formou příběhu. Tak může uživatel snadno pochopit, čím byl trend ovlivněn a jaké kroky by měl podniknout dále.